# FILE ID.DIZ
FILE_ID.DIZ — текстовый файл с кратким описанием содержимого, иногда помещаемый в корневой каталог архивного файла.
Используются, например, на BBS; существуют программы (часто входящие в состав пакета BBS), собирающие описания из FILE_ID.DIZ архивов в файлы files.bbs или специальную базу с описаниями файлов. Многие программы BBS способны извлекать описание из архива сразу после его загрузки на BBS пользователем, что позволяет избежать бесполезных описаний типа «Отличная программа! Качайте!», иногда вводимых неопытными пользователями.
Аббревиатура DIZ означает Description In Zipfile.
Пример файла file_id.diz:
```
TSRh TeaM 2009            date: 07-02-2009
██▀▀▀▀▀▀▀▀▀▀▀█ ▀▀▀▀▓ █▀▀▀▀▀▀▀▀█ █▀▀█ █▀▀▀█
▓█ █▀█  █▀█  █ ▄ ▀ █ █  █▀█ ░ █ █  █ █ ░ █
▒▓▄█ ▓  █ █▄▄▓ █ ▀▀▀ ▓  █▄█ ▄▄▓ ▓  █▄█cXc▓
     ▒█ █ ▄▄▄▄ ▀█▀▀█ ▒█ █ █▄▄▄▄ ▒█ █ █CPH█
  /  ░███ █  █▄▄█  █ ░█ █ █ ▄ █ ░███ █ ▄ █
  /  ▒███ █▓▄▄▄▄▄▄▓█ ▒█▄█ █▄▄▄█ ▒███ █▄▄▄█
MacServe iVPN 3.6 *MacOS*

Crack

```

При просмотре не в той кодировке, что использовал создатель файла:
```
TSRh TeaM 2009            date: 07-02-2009
ЫЫЯЯЯЯЯЯЯЯЯЯЯЫ ЯЯЯЯІ ЫЯЯЯЯЯЯЯЯЫ ЫЯЯЫ ЫЯЯЯЫ
ІЫ ЫЯЫ  ЫЯЫ  Ы Ь Я Ы Ы  ЫЯЫ ° Ы Ы  Ы Ы ° Ы
±ІЬЫ І  Ы ЫЬЬІ Ы ЯЯЯ І  ЫЬЫ ЬЬІ І  ЫЬЫcXcІ
     ±Ы Ы ЬЬЬЬ ЯЫЯЯЫ ±Ы Ы ЫЬЬЬЬ ±Ы Ы ЫCPHЫ
  /  °ЫЫЫ Ы  ЫЬЬЫ  Ы °Ы Ы Ы Ь Ы °ЫЫЫ Ы Ь Ы
  /  ±ЫЫЫ ЫІЬЬЬЬЬЬІЫ ±ЫЬЫ ЫЬЬЬЫ ±ЫЫЫ ЫЬЬЬЫ
MacServe iVPN 3.6 *MacOS*                                       

Crack                                     

```

Как видно, в англоязычных странах часто используют символы извне ASCII (и не только для вареза), и так как файлы текстовые, набор символов в них обычно не указывается, что затрудняет использование описаний из архивов для других платформ или из других стран.
В результате популярности среди сисопов и пользователей BBS в 1990‑х годах операционных систем DOS, Windows и OS/2 в архивах русскоязычных авторов файлы FILE_ID.DIZ были обычно в кодировке CP866.
Из иллюстрации также видно, что в архивах некоторых типов FILE_ID.DIZ состоял из короткого описания содержимого и большого логотипа создателей. Логотип мог оказаться шире колонки, выделенной на BBS для вывода описаний в списке файлов.